# Гладкое (Смоленская область)
Гладкое — деревня в Гагаринском районе Смоленской области России. Входит в состав Ельнинского сельского поселения. Население — 15 жителей (2007). 
Расположена в северо-восточной части области в 40 км к северо-западу от Гагарина, в 27 км восточнее автодороги Р134 «Старая Смоленская дорога» Смоленск — Дорогобуж — Вязьма — Зубцов, на берегу реки Королёвка. В 31 км западнее деревни расположена железнодорожная станция Помельница на линии Вязьма — Ржев. 

## История
В годы Великой Отечественной войны деревня была оккупирована гитлеровскими войсками в октябре 1941 года, освобождена в марте 1943 года. 